# Kim Shin-rok
 Kim Shin-rok  (en hangul, 김신록; nacida el 24 de marzo de 1981) es una actriz surcoreana.

## Vida personal
Está casada desde 2016 con el también actor Park Kyung-chan.

## Formación y carrera
Kim Shin-rok se graduó en Geografía en la Universidad Nacional de Seúl; allí entró en un club de teatro y empezó a interesarse por la actuación. Después obtuvo una maestría en teatro y cine en la Escuela de Posgrado de la Universidad de Hanyang. Posteriormente, obtuvo una Licenciatura en Actuación en la Academia Coreana de Artes y Ciencias. Todo ello le proporcionó una sólida formación académica, sobre todo en el campo del teatro. Tras su graduación, durante dos años visitó compañías teatrales en Estados Unidos y Europa (entre ellas la New York City Company y el Instituto Grotowski en Polonia) para estudiar método de actuación. Después en su actividad profesional alternó por muchos años la dirección de talleres y la docencia de interpretación con ocasionales apariciones en el escenario.
Había debutado en teatro con la obra Survival Calendar (2004), y en cine con un papel en Rules of Dating (2005). Llegó a la televisión mucho más tarde, en 2020, con un pequeño papel en The Cursed. El director de esta, Kim Yong-wan, la había visto años atrás durante la filmación de un cortometraje y la llamó para el papel de Seok-hee, la chamana madre de la protagonista.
Tras esa entrada tardía en el mundo televisivo, su presencia en este medio y en el paralelo de las series web se multiplicó en los primeros años del segundo decenio, con papeles no protagonistas pero destacados en varias de ellas. En Beyond Evil dejó una impresión favorable en la crítica con su complejo personaje de la detective de homicidios Oh Ji-hwa. Ese mismo año fue Park Jeon-ja en Rumbo al infierno, una madre soltera que lucha por criar sola a sus hijos y de repente es enviada al infierno, y después la ambiciosa y perfeccionista fiscal Ahn Tae-hee en One Ordinary Day. Por su papel en Rumbo al infierno recibió sus primeros galardones, como mejor actriz revelación y de reparto en los premios Director's Cut y 58.º Baeksang Arts respectivamente.
En 2022 asumió el papel de Jin Hwa-yeong, la única hija de una familia chaebol y heredera de su patrimonio, en la serie The Youngest Son of a Chaebol Family. Tuvo un papel más corto en Una familia ejemplar, como una teniente de policía corrupta. La actriz no abandonó sin embargo los escenarios: en julio de ese mismo año interpretó dieciséis papeles distintos en Réparer les vivants (adaptación dramática de la novela homónima de Maylis de Kerangal) como única actriz de la obra.
En 2025 obtuvo sus primeros papeles protagonistas en televisión, con las series Undercover High School y El sabor de lo nuestro, ambas en el primer semestre del año, confirmándose como una de las actrices más versátiles y requeridas del momento. Tras el rodaje de ambas, realizado en paralelo, el siguiente proyecto de Kim era volver al teatro entre finales de agosto y principios de noviembre de ese año.

## Filmografía

### Películas
| Año  | Título                 | Hangul      | Papel           | Notas               | Ref.          |
| ---- | ---------------------- | ----------- | --------------- | ------------------- | ------------- |
| 2005 | Rules of Dating        | 연애의 목적 | Profesora 1     |                     | [ 5 ]         |
| 2008 | Dimmer                 |             | Da-eun          |                     |               |
| 2018 | Burning                | 버닝        | Shin-rok        |                     | [ 5 ]         |
| 2021 | Sweet Dream            | 접몽        |                 |                     |               |
| 2024 | The Plot               | 설계자      | Yang Kyeong-jin |                     | [ 18 ]        |
| 2024 | Invasión, insurrección | 전,란       | Beom-dong       | Película de Netflix | [ 19 ] [ 20 ] |

### Series de televisión
| Año  | Título                               | Papel              | Canal        | Notas                      | Ref.                 |
| ---- | ------------------------------------ | ------------------ | ------------ | -------------------------- | -------------------- |
| 2020 | The Cursed                           | Baek Seok-hee      | tvN          |                            | [ 6 ] [ 21 ]         |
| 2021 | Beyond Evil                          | Oh Ji-hwa          | JTBC         |                            | [ 8 ]                |
| 2021 | Rumbo al infierno                    | Park Jeong-ja      | Netflix      | Serie web                  | [ 22 ] [ 10 ]        |
| 2021 | One Ordinary Day                     | Ahn Tae-hee        | Coupang Play | Serie web                  | [ 11 ]               |
| 2022 | If You Wish Upon Me                  | Hye-jin            | KBS2         | Cameo                      | [ 7 ]                |
| 2022 | The Youngest Son of a Chaebol Family | Jin Hwa-young      | JTBC         |                            | [ 14 ]               |
| 2022 | Moving                               | Yeo Woon-gyu       | Disney+      | Serie web                  | [ 23 ]               |
| 2022 | Una familia ejemplar                 | Moon Jeong-guk     | Netflix      | Serie web                  | [ 3 ] [ 15 ]         |
| 2023 | Shadow Detective                     | Yeon Yeon-hyeon    | Disney+      | Serie web - temp. 2        | [ 24 ] [ 25 ]        |
| 2023 | The Kidnapping Day                   | Seo Hye-eun        | ENA          | 12 capítulos               | [ 26 ] [ 27 ] [ 28 ] |
| 2023 | Sweet Home                           | Jefa Ji            | Netflix      | Serie web - temp. 2        | [ 29 ] [ 30 ]        |
| 2024 | La reina de las lágrimas             | Esposa de Hyun-tae | tvN          | Aparición especial, ep. 12 | [ 31 ]               |
| 2025 | Exploradora del amor                 | Abogada Seon-woo   | SBS          | Aparición especial, ep. 8  | [ 32 ] [ 33 ]        |
| 2025 | Undercover High School               | Seo Myung-joo      | MBC          | Protagonista               | [ 34 ] [ 35 ]        |
| 2025 | El sabor de lo nuestro               | Jin Myeong-sook    | ENA          | Protagonista               | [ 36 ] [ 37 ]        |

## Teatro
| Año  | Título                                       | Ref.         |
| ---- | -------------------------------------------- | ------------ |
| 2004 | Survival Calendar                            |              |
| 2015 | Tomag                                        | [ 38 ]       |
| 2015 | The Power                                    |              |
| 2015 | The Story of Ikaino                          |              |
| 2016 | The Power                                    |              |
| 2016 | Purgatorio                                   | [ 39 ]       |
| 2016 | Winter Story                                 |              |
| 2017 | Working Holiday                              | [ 1 ]        |
| 2017 | Korean Diaspora Exhibition: Yeongbieocheonga | [ 1 ]        |
| 2018 | The Critic                                   | [ 1 ]        |
| 2018 | Nine Girls                                   | [ 1 ]        |
| 2019 | The Critic                                   | [ 1 ]        |
| 2019 | Nokcheon Has Fields of Sh*t                  | [ 1 ]        |
| 2020 | Fearless: The High School Macbeth            | [ 1 ]        |
| 2020 | Mouthpiece                                   | [ 1 ]        |
| 2021 | Out of Love                                  | [ 1 ]        |
| 2021 | Honeysuckle                                  | [ 1 ]        |
| 2022 | Mouthpiece                                   |              |
| 2022 | Réparer les vivants                          | [ 3 ] [ 40 ] |

## Premios y nominaciones
| Año  | Premios                 | Categoría                            | Papel                                | Resultado | Ref.          |
| ---- | ----------------------- | ------------------------------------ | ------------------------------------ | --------- | ------------- |
| 2020 | Baeksang Arts           | Mejor actriz - teatro                | Nokcheon Has Fields of Sh*t          | Nominada  | [ 41 ]        |
| 2022 | Director’s Cut          | Mejor actriz revelación              | Rumbo al infierno                    | Ganadora  | [ 12 ]        |
| 2022 | Baeksang Arts           | Mejor actriz de reparto – televisión | Rumbo al infierno                    | Ganadora  | [ 13 ] [ 42 ] |
| 2022 | Blue Dragon Series      | Mejor actriz de reparto              | Rumbo al infierno                    | Ganadora  | [ 43 ] [ 44 ] |
| 2022 | APAN Arts               | Mejor actriz de reparto              | Rumbo al infierno                    | Ganadora  | [ 45 ]        |
| 2023 | Baeksang Arts           | Mejor actriz de reparto – televisión | The Youngest Son of a Chaebol Family | Nominada  | [ 46 ]        |
| 2023 | Interpark Golden Ticket | Mejor actriz de teatro               | Mouthpiece y Réparer les vivants     | Nominada  | [ 47 ]        |